# Imidazolonpropionaza
Imidazolonpropionaza (EC 3.5.2.7, 4(5)-imidazolon-5(4)-propionsko kiselinska hidrolaza, imidazolon propionsko kiselinska hidrolaza) je enzim sa sistematskim imenom 3-(5-okso-4,5-dihidro-3-imidazol-4-il)propanoat amidohidrolaza. Ovaj enzim katalizuje sledeću hemijsku reakciju
()-3-(5-okso-4,5-dihidro-3-imidazol-4-il)propanoat + H2O {\displaystyle \rightleftharpoons } N-formimidoil-L-glutamat + H+

## Literatura
- Nicholas C. Price; Lewis Stevens (1999). Fundamentals of Enzymology: The Cell and Molecular Biology of Catalytic Proteins (Third изд.). USA: Oxford University Press. ISBN 019850229X.
- Eric J. Toone (2006). Advances in Enzymology and Related Areas of Molecular Biology, Protein Evolution (Volume 75 изд.). Wiley-Interscience. ISBN 0471205036.
- Branden C; Tooze J. Introduction to Protein Structure. New York, NY: Garland Publishing. ISBN 0-8153-2305-0.
- Irwin H. Segel. Enzyme Kinetics: Behavior and Analysis of Rapid Equilibrium and Steady-State Enzyme Systems (Book 44 изд.). Wiley Classics Library. ISBN 0471303097.
- William P. Jencks (1987). Catalysis in Chemistry and Enzymology. Dover Publications. ISBN 0486654605.

## Spoljašnje veze
- Imidazolonepropionase на 